# Thedinghausen
Thedinghausen là một đô thị ở huyện Verden, trong bang Niedersachsen, nước Đức. Đô thị Thedinghausen có diện tích 65,77 km². Đô thị này nằm ở tả ngạn sông Weser, cự ly khoảng 15 km về phía tây của Verden, và 20 km về phía đông nam của Bremen.
Thedinghausen là thủ phủ của Samtgemeinde ("đô thị tập thể") Thedinghausen.